# Sterne de Forster
Sterna forsteri
Espèce
Statut de conservation UICN

 LC  : Préoccupation mineure
La Sterne de Forster (Sterna forsteri) est une espèce d'oiseaux de la famille des Laridae.

## Description
Cet oiseau mesure 33 à 36 cm de longueur pour une envergure de 73 à 82 cm et une masse de 150 à 193 g.

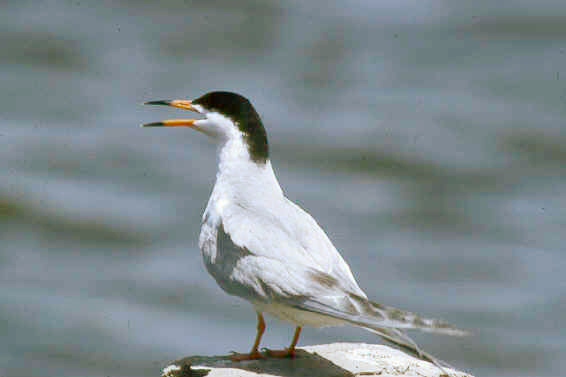
Sterne de Foster en plumage nuptial

## Répartition

Carte de répartition
Aire de nidification
Voie migratoire
Présent à l'année
Aire d'hivernage

Cette espèce peuple l'Amérique du Nord. Elle est accidentelle en Europe occidentale (France...).

## Longévité
Cette espèce a une longévité maximale de 12 ans.